# Thạch Miên
Thạch Miên (chữ Hán giản thể: 石棉县 Hán Việt: Thạch Miên huyện) là một huyện thuộc địa cấp thị Nhã An, tỉnh Tứ Xuyên, Cộng hòa Nhân dân Trung Hoa. Huyện này có diện tích 2678 km2, dân số năm 2002 là 120.000 người.
Huyện này được chia ra thành các đơn vị hành chính gồm 1 trấn, 5 hương và 10 hương dân tộc:
- Trấn: Tân Miên
- Hương: Vĩnh Hòa, Mỹ La, Nghênh Chính, Tế Dương, Phong Nhạc.
- Hương dân tộc, gồm các hương dân tộc Di An Thuận, dân tộc Tạng Tiên Phong, dân tộc Tạng Giải Loa, dân tộc Di Hồi Long, dân tộc Di Điền Loan, dân tộc Tạng Thảo Khoa, dân tộc Di Sát La, dân tộc Di Lật Tử Bình, dân tộc Di và Tạng Tân Dân, dân tộc Tạng và Di Oạt Giác.